# Atya
Atya is een geslacht van kreeftachtigen uit de klasse van de Malacostraca (hogere kreeftachtigen).

## Soorten
- Atya abelei Felgenhauer & Martin, 1983
- Atya africana Bouvier, 1904
- Atya brachyrhinus H.H.Jr. Hobbs & C.W.J. Hart, 1982
- Atya crassa (Smith, 1871)
- Atya dressleri Abele, 1975
- Atya gabonensis Giebel, 1875
- Atya innocous (Herbst, 1792)
- Atya intermedia Bouvier, 1904
- Atya lanipes Holthuis, 1963
- Atya limnetes Holthuis, 1986
- Atya margaritacea A. Milne-Edwards, 1864
- Atya ortmannioides Villalobos F., 1956
- Atya scabra (Leach, 1816)